# Guðjón
Guðjón ist ein isländischer männlicher Vorname.

## Herkunft und Bedeutung
Guðjón setzt sich zusammen aus  Guð (dt. „Gott“) und dem Namen Jón, der isländischen Variante des Namens Johannes mit der Bedeutung ‚Der Herr (JHWH) ist gnädig‘.
Guðjón lag im Jahr 2011 an Platz 23 der häufigsten männlichen isländischen Namen.

## Namensträger
- Guðjón Baldvinsson (* 1986), isländischer Fußballspieler
- Guðjón Arnar Kristjánsson (1944–2018), isländischer Politiker
- Guðjón Samúelsson (1887–1950), isländischer Staatsarchitekt
- Guðjón Valur Sigurðsson (* 1979), isländischer Handballspieler